# Take My Breath
Take My Breath is een nummer van de Canadese zanger The Weeknd. Het nummer werd uitgebracht op 6 augustus 2021 als de eerste single van zijn aankomende vijfde studioalbum.  Een deel van het nummer werd op 2 augustus 2021 voor het eerst prijs gegeven door The Weeknd op sociale media. Take My Breath werd geprezen door critici. Dit voor de zang van de Weeknd, de productie en de nostalgische beats en synths uit de jaren 80.  

## Videoclip
De videoclip voor Take My Breath werd voor het eerst aangekondigd door The Weeknd op sociale media in de week voorafgaand aan de release van de single. Geregisseerd door Cliqua, zou het oorspronkelijk spelen vóór IMAX- vertoningen van The Suicide Squad, maar naar verluidt werd het ingetrokken vanwege epilepsieproblemen met betrekking tot de "intense stroboscoopverlichting" in de clip.  De video werd uitgebracht naast het nummer. 

## Dawn FM
Take My Breath is de eerste single van Tesfaye's vijfde studioalbum Dawn FM. Naast de singleversie is er ook een instrumentale versie en een verlengde versie (die op het album staat). Sacrifice is de tweede single van het album, die gelijktijdig verscheen met het album.  

## Hitlijsten

### VlaamseUltratop 50
| Hitnotering: 14-08-2021 t/m 12-02-2022 | Hitnotering: 14-08-2021 t/m 12-02-2022 | Hitnotering: 14-08-2021 t/m 12-02-2022 | Hitnotering: 14-08-2021 t/m 12-02-2022 | Hitnotering: 14-08-2021 t/m 12-02-2022 | Hitnotering: 14-08-2021 t/m 12-02-2022 | Hitnotering: 14-08-2021 t/m 12-02-2022 | Hitnotering: 14-08-2021 t/m 12-02-2022 | Hitnotering: 14-08-2021 t/m 12-02-2022 | Hitnotering: 14-08-2021 t/m 12-02-2022 | Hitnotering: 14-08-2021 t/m 12-02-2022 | Hitnotering: 14-08-2021 t/m 12-02-2022 | Hitnotering: 14-08-2021 t/m 12-02-2022 | Hitnotering: 14-08-2021 t/m 12-02-2022 | Hitnotering: 14-08-2021 t/m 12-02-2022 | Hitnotering: 14-08-2021 t/m 12-02-2022 | Hitnotering: 14-08-2021 t/m 12-02-2022 | Hitnotering: 14-08-2021 t/m 12-02-2022 | Hitnotering: 14-08-2021 t/m 12-02-2022 |
| Week:                                  | 1                                      | 2                                      | 3                                      | 4                                      | 5                                      | 6                                      | 7                                      | 8                                      | 9                                      | 10                                     | 11                                     | 12                                     | 13                                     | 14                                     | 15                                     | 16                                     | 17                                     | 18                                     |
| -------------------------------------- | -------------------------------------- | -------------------------------------- | -------------------------------------- | -------------------------------------- | -------------------------------------- | -------------------------------------- | -------------------------------------- | -------------------------------------- | -------------------------------------- | -------------------------------------- | -------------------------------------- | -------------------------------------- | -------------------------------------- | -------------------------------------- | -------------------------------------- | -------------------------------------- | -------------------------------------- | -------------------------------------- |
| Positie:                               | 13                                     | 12                                     | 6                                      | 8                                      | 4                                      | 5                                      | 7                                      | 8                                      | 9                                      | 9                                      | 9                                      | 16                                     | 15                                     | 15                                     | 18                                     | 26                                     | 29                                     | 32                                     |
| Week:                                  | 19                                     | 20                                     | 21                                     | 22                                     | 23                                     | 24                                     | 25                                     | 26                                     | 27                                     |                                        |                                        |                                        |                                        |                                        |                                        |                                        |                                        |                                        |
| Positie:                               | 30                                     | 39                                     | 29                                     | 27                                     | 32                                     | 35                                     | 46                                     | 39                                     | 46                                     | uit                                    |                                        |                                        |                                        |                                        |                                        |                                        |                                        |                                        |